# Petina Gappah

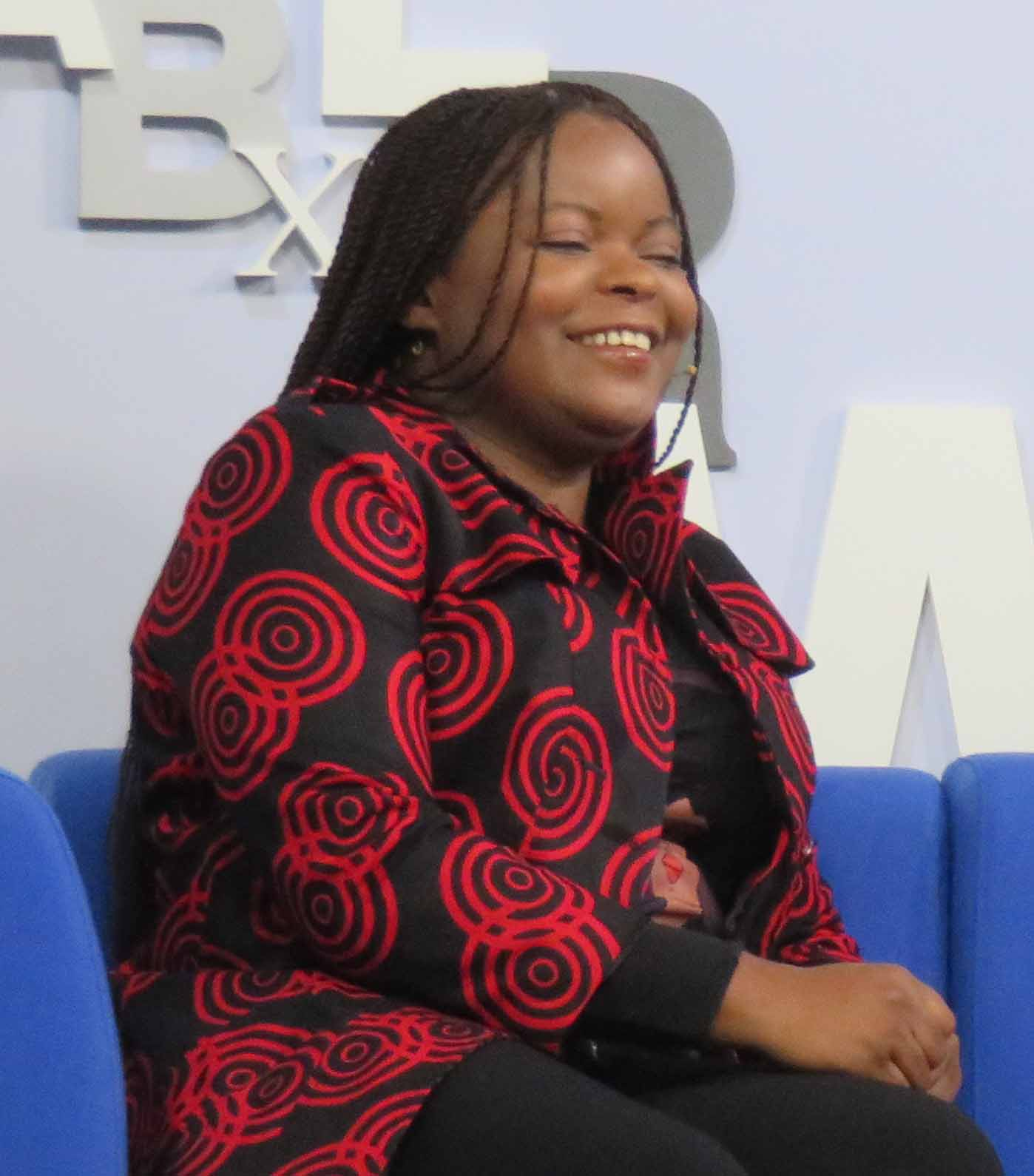
Autorin Petina Gappah (2016)

Petina Gappah (geboren 1971 in Rhodesien) ist eine simbabwische Autorin, die in englischer Sprache schreibt.

## Leben
Petina Gappah wuchs mit ihrer Muttersprache Shona auf und besuchte schon vor der Gründung Simbabwes eine englischsprachige Schule im von der Rassentrennung geprägten Rhodesien. Sie studierte Rechtswissenschaften an der University of Zimbabwe sowie der University of Cambridge und wurde an der Universität Graz promoviert. Gappah arbeitete als Anwältin für internationales Handelsrecht und als Journalistin in Genf. Zwischen 2010 und 2013 wohnte sie mit ihrem Sohn in Harare. Von 2018 bis 2019 war sie internationale Handelsberaterin für die Regierung Simbabwes.
Trotz ihrer Karriere als Juristin wollte Gappah immer Schriftstellerin werden. 2009 veröffentlichte sie mit An Elegy for Easterly einen Band Kurzgeschichten, der für den Frank O’Connor International Short Story Award und den Orwell Prize nominiert wurde und den Guardian First Book Award erhielt. Bereits in diesen Kurzgeschichten zeigt sich der Galgenhumor, der ihre Werke kennzeichnet.
Im Jahr 2015 erschien bei Faber & Faber Gappahs erster Roman The Book of Memory. Er erzählt in Form eines Briefromans die Geschichte der Albino-Frau Memory, die in der Todeszelle des Chikurubi-Gefängnisses in Harare auf ihre Hinrichtung wartet. Dort schreibt sie für eine amerikanische Journalistin ihre Geschichte auf.
In ihrem 2019 veröffentlichten Roman Aus der Dunkelheit strahlendes Licht beschreibt Gappah den Transport des Leichnams von David Livingstone aus Zentralafrika zur 1500 km entfernten Meeresküste. Die neun Monate dauernde Reise, die zehn der 69 Expeditionsteilnehmer das Leben kostete, wird aus der Perspektive der Köchin Halima und des aus Afrika stammenden Jacob Wainwright erzählt. Gappah arbeitete mehr als 20 Jahre an dem Roman und vollendete ihn 2017 als Gast des DAAD-Künstlerprogramms in Berlin.

## Werke
- Beitrag in: Trudy Hartzenberg (Hrsg.): The Role of the Advisory Centre on WTO Law in Assisting African Countries in WTO Dispute Settlement, London: Cameron May, 2008.
- An Elegy for Easterly. Stories. New York: Faber & Faber, 2009.
- The Book of Memory. New York: Faber & Faber, 2015.
- Rotten Row. New York: Faber & Faber, 2017.
- Out of Darkness, Shining Light. New York: Scribner, 2019

### In deutscher Übersetzung
- Die Farben des Nachtfalters. Dt. von Patricia Klobusiczky, Arche Verlag, Hamburg 2016, ISBN 978-3-7160-2750-9
- Die Schuldigen von Rotten Row. Dt. von Patricia Klobusiczky, Arche Verlag, Hamburg 2017, ISBN 978-3-7160-2763-9
- Aus der Dunkelheit strahlendes Licht. Dt. von Anette Grube, S. Fischer Verlag, Frankfurt am Main 2019, ISBN 978-3-10-397449-2
- Im Herzen des Goldenen Dreiecks. Dt. von Patricia Klobusiczky. Arche Literatur Verlag AG (19. Juni 2020), ISBN 978-3-7160-4022-5.